# هانا کریاکوپلیس
هانا کریاکوپلیس (انگلیسی: Hannah Keryakoplis؛ زادهٔ ۱ فوریهٔ ۱۹۹۴) بازیکن فوتبال اهل بریتانیا است.
از باشگاه‌هایی که در آن بازی کرده‌است می‌توان به باشگاه فوتبال زنان لیورپول اشاره کرد.
وی همچنین در تیم ملی فوتبال زنان ولز بازی کرده‌است.